# Sci alpino ai V Giochi olimpici invernali - Combinata femminile
Tra le competizioni dello sci alpino che si sono tenute ai V Giochi olimpici invernali di Sankt Moritz c'è stata la combinata femminile.

## Risultati

### Discesa Libera
La prova di discesa libera si è svolta il 2 febbraio.
| Pos. | Atleta                      | Nazione        | Tempo  | PC    |
| ---- | --------------------------- | -------------- | ------ | ----- |
| 1    | Hedy Schlunegger            | Svizzera       | 2'28"3 | 0,00  |
| 2    | Trude Beiser                | Austria        | 2'29"1 | 0,38  |
| 3    | Resi Hammerer               | Austria        | 2'30"2 | 1,02  |
| 4    | Celina Seghi                | Italia         | 2'31"1 | 1,66  |
| 5    | Lina Mittner                | Svizzera       | 2'31"2 | 1,79  |
| 6    | Suzanne Thiollière          | Francia        | 2'31"4 | 2,05  |
| 7    | Françoise Gignoux           | Francia        | 2'32"4 | 2,69  |
| 7    | Laila Schou Nilsen          | Norvegia       | 2'32"4 | 2,69  |
| 9    | Rosmarie Bleuer             | Svizzera       | 2'33"3 | 3,20  |
| 10   | Lucienne Schmidt-Couttet    | Francia        | 2'35"2 | 4,35  |
| 11   | Gretchen Fraser             | Stati Uniti    | 2'37"1 | 5,50  |
| 12   | Alexandra Nekvapilová       | Cecoslovacchia | 2'37"2 | 5,63  |
| 13   | Anneliese Schuh-Proxauf     | Austria        | 2'39"0 | 6,66  |
| 14   | May Nilsson                 | Svezia         | 2'39"1 | 6,78  |
| 15   | Erika Mahringer             | Austria        | 2'39"3 | 7,04  |
| 16   | Ruth-Marie Stewart          | Stati Uniti    | 2'42"0 | 8,58  |
| 17   | Rebecca Cremer              | Stati Uniti    | 2'44"2 | 10,11 |
| 18   | Borghild Niskin             | Norvegia       | 2'44"4 | 10,37 |
| 19   | Olivia Ausoni               | Svizzera       | 2'45"1 | 10,62 |
| 20   | Božena Moserová             | Cecoslovacchia | 2'46"1 | 11,26 |
| 21   | Isobel Roe                  | Gran Bretagna  | 2'47"3 | 12,16 |
| 22   | Rosemarie Sparrow           | Gran Bretagna  | 2'52"3 | 15,36 |
| 23   | Georgette Miller-Thiollière | Francia        | 2'52"4 | 15,49 |
| 24   | Renata Carraretto           | Italia         | 2'59"1 | 19,58 |
| 25   | Sheena Mackintosh           | Gran Bretagna  | 3'00"0 | 20,10 |
| 26   | Xanthe Ryder                | Gran Bretagna  | 3'01"4 | 21,25 |
| 27   | Andrea Mead Lawrence        | Stati Uniti    | 3'03"1 | 22,14 |
| 28   | Anikó Iglói                 | Ungheria       | 3'07"1 | 24,34 |

### Slalom speciale
La prova si è svolta il 4 febbraio.
| Pos. | Atleta                      | Nazione        | 1ª manche | 2ª manche | Totale | PC    |
| ---- | --------------------------- | -------------- | --------- | --------- | ------ | ----- |
| 1    | Erika Mahringer             | Austria        | 58"4      | 59"7      | 1'58"1 | 0,00  |
| 2    | Gretchen Fraser             | Stati Uniti    | 1'01"8    | 59"2      | 2'01"0 | 1,45  |
| 3    | Anneliese Schuh-Proxauf     | Austria        | 1'02"1    | 1'02"2    | 2'04"3 | 3,10  |
| 4    | Alexandra Nekvapilová       | Cecoslovacchia | 1'05"9    | 1'02"9    | 2'08"8 | 5,35  |
| 5    | Françoise Gignoux           | Francia        | 1'03"8    | 1'05"2    | 2'09"0 | 5,45  |
| 6    | Rosmarie Bleuer             | Svizzera       | 1'05"5    | 1'03"8    | 2'09"3 | 5,60  |
| 7    | Celina Seghi                | Italia         | 1'08"2    | 1'01"5    | 2'09"7 | 5,80  |
| 8    | Trude Beiser                | Austria        | 1'01"8    | 1'08"7    | 2'10"5 | 6,20  |
| 9    | May Nilsson                 | Svezia         | 1'05"3    | 1'05"3    | 2'10"6 | 6,25  |
| 10   | Lucienne Schmidt-Couttet    | Francia        | 1'04"0    | 1'08"4    | 2'12"4 | 7,15  |
| 11   | Andrea Mead Lawrence        | Stati Uniti    | 1'03"8    | 1'11"7    | 2'15"5 | 8,70  |
| 12   | Ruth-Marie Stewart          | Stati Uniti    | 1'09"8    | 1'06"6    | 2'16"4 | 9,15  |
| 13   | Laila Schou Nilsen          | Norvegia       | 1'11"0    | 1'06"0    | 2'17"0 | 9,45  |
| 13   | Suzanne Thiollière          | Francia        | 1'15"0    | 1'02"0    | 2'17"0 | 9,45  |
| 15   | Hedy Schlunegger            | Svizzera       | 1'11"4    | 1'07"1    | 2'18"5 | 10,20 |
| 16   | Georgette Miller-Thiollière | Francia        | 1'03"9    | 1'14"8    | 2'18"7 | 10,30 |
| 17   | Lina Mittner                | Svizzera       | 1'03"3    | 1'16"3    | 2'19"6 | 10,75 |
| 18   | Resi Hammerer               | Austria        | 1'08"9    | 1'10"9    | 2'19"8 | 10,85 |
| 19   | Božena Moserová             | Cecoslovacchia | 1'14"6    | 1'07"0    | 2'21"6 | 11,75 |
| 20   | Rebecca Cremer              | Stati Uniti    | 1'09"4    | 1'12"5    | 2'21"9 | 11,90 |
| 21   | Borghild Niskin             | Norvegia       | 1'12"6    | 1'13"5    | 2'26"1 | 14,00 |
| 21   | Renata Carraretto           | Italia         | 1'14"1    | 1'12"0    | 2'26"1 | 14,00 |
| 23   | Sheena Mackintosh           | Gran Bretagna  | 1'10"9    | 1'19"0    | 2'29"9 | 15,90 |
| 24   | Rosemarie Sparrow           | Gran Bretagna  | 1'22"0    | 1'19"7    | 2'41"7 | 21,80 |
| 25   | Isobel Roe                  | Gran Bretagna  | 1'28"1    | 1'15"5    | 2'43"6 | 22,75 |
| 26   | Xanthe Ryder                | Gran Bretagna  | 1'25"0    | 1'24"8    | 2'49"8 | 25,85 |
| 27   | Olivia Ausoni               | Svizzera       | 1'44"4    | 1'08"5    | 2'52"9 | 27,40 |
| -    | Anikó Iglói                 | Ungheria       | DNF       |           |        |       |

### Classifica finale
| Pos.    | Atleta                      | Nazione        | Discesa | Slalom | Totale |
| ------- | --------------------------- | -------------- | ------- | ------ | ------ |
| Oro     | Trude Beiser                | Austria        | 0,38    | 6,20   | 6,58   |
| Argento | Gretchen Fraser             | Stati Uniti    | 5,50    | 1,45   | 6,95   |
| Bronzo  | Erika Mahringer             | Austria        | 7,04    | 0,00   | 7,04   |
| 4       | Celina Seghi                | Italia         | 1,66    | 5,80   | 7,46   |
| 5       | Françoise Gignoux           | Francia        | 2,69    | 5,45   | 8,14   |
| 6       | Rosmarie Bleuer             | Svizzera       | 3,20    | 5,60   | 8,80   |
| 7       | Anneliese Schuh-Proxauf     | Austria        | 6,66    | 3,10   | 9,76   |
| 8       | Hedy Schlunegger            | Svizzera       | 0,00    | 10,20  | 10,20  |
| 9       | Alexandra Nekvapilová       | Cecoslovacchia | 5,63    | 5,35   | 10,98  |
| 10      | Lucienne Schmidt-Couttet    | Francia        | 4,35    | 7,15   | 11,50  |
| 10      | Suzanne Thiollière          | Francia        | 2,05    | 9,45   | 11,50  |
| 12      | Resi Hammerer               | Austria        | 1,02    | 10,85  | 11,87  |
| 13      | Laila Schou Nilsen          | Norvegia       | 2,69    | 9,45   | 12,14  |
| 14      | Lina Mittner                | Svizzera       | 1,79    | 10,75  | 12,54  |
| 15      | May Nilsson                 | Svezia         | 6,78    | 6,25   | 13,03  |
| 16      | Ruth-Marie Stewart          | Stati Uniti    | 8,58    | 9,15   | 17,73  |
| 17      | Rebecca Cremer              | Stati Uniti    | 10,11   | 11,90  | 22,01  |
| 18      | Božena Moserová             | Cecoslovacchia | 11,26   | 11,75  | 23,01  |
| 19      | Borghild Niskin             | Norvegia       | 10,37   | 14,00  | 24,37  |
| 20      | Georgette Miller-Thiollière | Francia        | 15,49   | 10,30  | 25,79  |
| 21      | Andrea Mead Lawrence        | Stati Uniti    | 22,14   | 8,70   | 30,84  |
| 22      | Renata Carraretto           | Italia         | 19,58   | 14,00  | 33,58  |
| 23      | Isobel Roe                  | Gran Bretagna  | 12,16   | 22,75  | 34,91  |
| 24      | Sheena Mackintosh           | Gran Bretagna  | 20,10   | 15,90  | 36,00  |
| 25      | Rosemarie Sparrow           | Gran Bretagna  | 15,36   | 21,80  | 37,16  |
| 26      | Olivia Ausoni               | Svizzera       | 10,62   | 27,40  | 38,02  |
| 27      | Xanthe Ryder                | Gran Bretagna  | 21,25   | 25,85  | 47,10  |